# 泰薩瓦省
13°45′26″N 7°59′14″E / 13.75722°N 7.98722°E
泰薩瓦省（法語：Tessaoua），是尼日爾的省份，位於該國南部，由馬拉迪大區負責管轄，西南面是阿吉埃省，面積5,471平方公里，2011年人口479,384，人口密度每平方公里88人。